# Río Sacramento (Estados Unidos)
El río Sacramento o río de los Sacramentos (del inglés: Sacramento River) es el río más largo del estado de California, Estados Unidos. Nace en la confluencia de los ríos Sacramento Sur y Sacramento Medio (South Fork y Middle Fork Sacramento River), cerca del monte Shasta en la cordillera de las Cascadas, y discurre hacia el sur 719 kilómetros, por el norte del Valle Central de California, entre la cordillera de la Costa del Pacífico y los montes de Sierra Nevada. Considerando el sistema fluvial río Sacramento-río Pit, uno de sus afluentes, tendría 1.123 km, que lo situarían, por longitud, como el 13º río de los Estados Unidos.
No lejos río abajo de su confluencia con el río de los Americanos, el río Sacramento se une al río San Joaquín en el delta Sacramento-San Joaquín, que desemboca en la bahía Suisun, el brazo norte de la bahía de San Francisco.
Los principales afluentes del río Sacramento son los ríos Pit, Plumas, McCloud y Americano. El río Pit, con 505 km, es el más largo de todos, pero los ríos Plumas y el río Americano son más caudalosos. La cuenca del río Pit incluía anteriormente al lago Goose, y todavía lo hace durante algunos infrecuentes períodos de crecida en el lago, que entonces se desborda.

## Curso

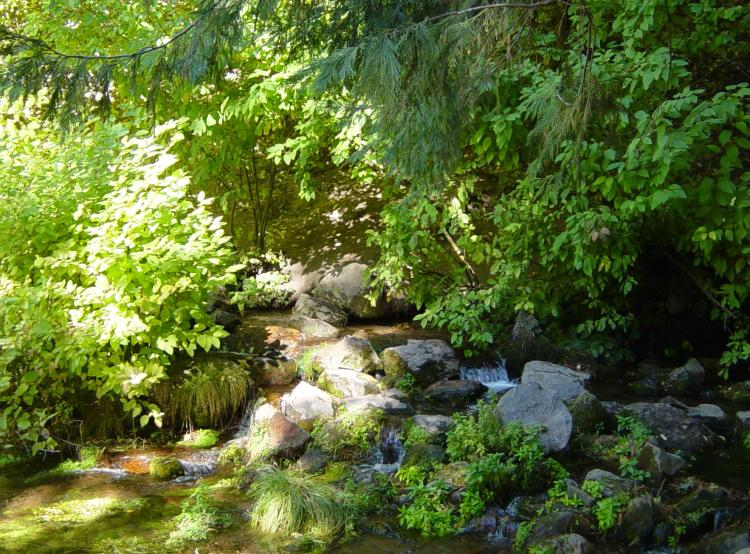
Cabecera del río Sacramento en el Norte de California.

Según el Mt. Shasta Recreation & Parks District, las cabeceras designadas del río de Sacramento están a aproximadamente 1100 m de altitud en el parque municipal de la ciudad de Mt. Shasta (41°19′43″N 122°19′38″O / 41.32874, -122.32711). El USGS cita el nacimiento del río como la confluencia del South Fork Sacramento River y el Middle Fork Sacramento River.
Big Springs alimenta el Big Springs Creek que fluye hacia el sur hasta el lago Siskiyou. Sin embargo la alimentación del lago Siskiyou desde el oeste son los ríos Sacramento Norte, Medio y Sur que llevan agua desde elevaciones mucho mayores, incluyendo el lago Castle (1.660 m de elevación). El Sacramento Sur nace a 1.802 m en el lago Cedar (41°12′28″N 122°29′46″O / 41.20791, -122.49601), el Sacramento Medio a 1.938 m en algunas cabeceras cerca del lago Chipmunk (41°15′08″N 122°29′39″O / 41.25234, -122.49415) y el Sacramento Norte nace a unos 2.408 m cerca de 41°12′28″N 122°29′46″O / 41.20791, -122.49601.
Estas cabeceras confluyen en el lago Siskiyou cerca de la ciudad de Mt. Shasta. Desde allí el curso del río discurre generalmente hacia el sur, siguiendo la autopista Interestatal 5. Justo al norte de la ciudad de Redding, el río es confinado por la presa Shasta, que crea un embalse llamado lago Shasta. Los afluentes Pit y McCloud se unen al Sacramento en el lago Shasta.
Después de la presa Shasta, el río Sacramento sigue discurriendo hacia el sur, pasando Redding y recogiendo muchas pequeñas corrientes. El río pasa por Red Bluff y cerca de Chico. Dobla ligeramente al oeste alrededor de las Sutter Buttes, luego recibe las aguas de su afluente el río Feather justo al norte de la ciudad de Sacramento. En Sacramento, el río American se une al río Sacramento.
Después de Sacramento, el río entra en el delta Sacramento-San Joaquín, donde se le une el río San Joaquín. Las aguas combinadas desembocan en la bahía Suisun, bahía de San Pablo y la bahía de San Francisco, antes de entrar finalmente en el océano Pacífico a través del estrecho Golden Gate.

## Historia
El río Sacramento ayudó a formar el camino de una ruta de comercio y viaje conocida como el Siskiyou Trail, que se prolongaba desde el Valle Central de California hasta el Pacífico Noroeste. El Siskiyou Trail corría paralelo al río Sacramento y aprovechaba los valles y cañones esculpidos por el río a través del accidentado terreno del norte de California. Basado en los senderos originales de los indígenas americanos, el Siskiyou Trail fue ampliado por los tramperos de la Compañía de la Bahía de Hudson en los años 1830, y se amplió posteriormente durante la fiebre del oro de California en los años 1850. En la actualidad la autopista interestatal 5 y la Union Pacific ocupan la ruta del antiguo Siskiyou Trail.

## Vida animal
En octubre de cada año, el nativo de California salmón del Pacífico (oncorhynchus tshawytscha), conocido como "Salmón Rey", provenientes del océano Pacífico remontan el río para reproducirse. Esta migración atrae a miles de pescadores deportivos de todas partes de América. Las carreras anuales del salmón pueden prolongarse durante todo diciembre.

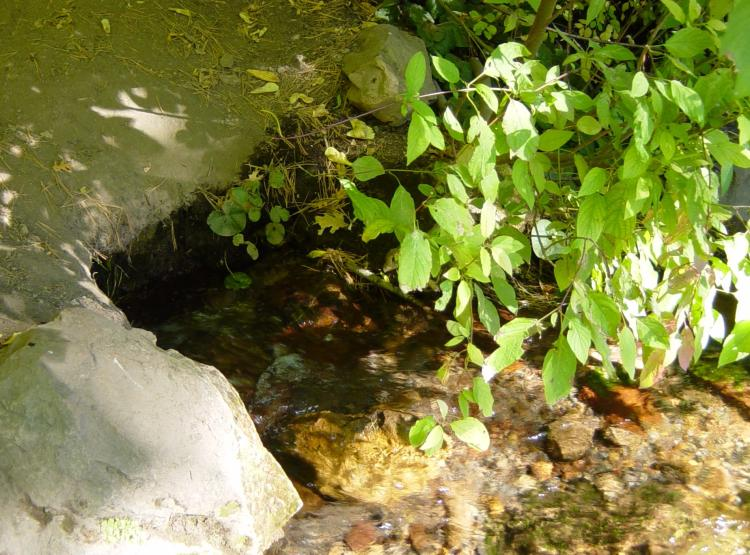
Primavera en la cabecera del río Sacramento.

Animales marinos, como ballenas y leones marinos se encuentran ocasionalmente río arriba, lejos de la desembocadura, después de navegar por el río en busca de comida o refugio y luego perder la pista de como regresar al océano Pacífico. En octubre de 1985 una ballena jorobada afectuosamente llamada "Humphrey" por los medios televisivos, viajó 111 kilómetros por el río Sacramento antes de ser rescatada. Los salvadores transmitieron desde río abajo sonidos de ballenas jorobadas alimentándose para atraer a la ballena al océano.

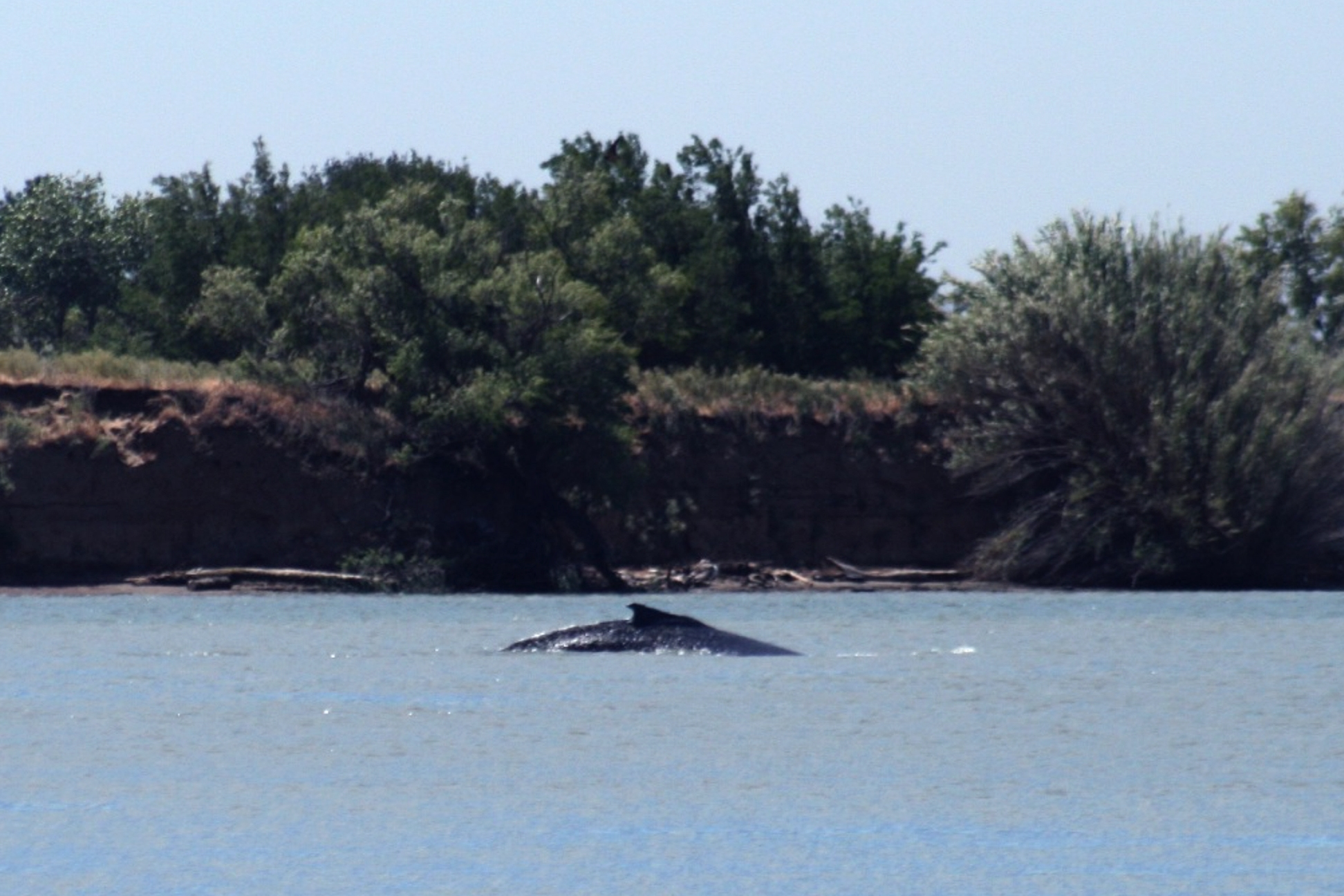
La ballena "Delta" en el río Sacramento.

El 14 de mayo de 2007 dos ballenas jorobadas fueron descubiertas por medios de comunicación y espectadores, viajando por las aguas profundas, cerca del río Vista. La pareja, que se cree que eran la madre y su cría ("Delta", la madre y "Dawn", su cría), continuaron nadando río arriba hasta el profundo canal para buques cerca del oeste de Sacramento, aproximadamente 140 km hacia el interior. Había preocupación porque las ballenas habían sido heridas, quizás por la quilla o la hélice de un barco, dejando un corte en la piel de ambos animales. Las ballenas fueron inspeccionadas con cuidado por biólogos e inyectadas con antibióticos para ayudar a prevenir una posible infección. Después de días de esfuerzos por atraer (o asustar) a las ballenas en dirección al océano, las ballenas finalmente hicieron su camino al sur hasta la bahía de San Francisco, donde permanecieron durante varios días. Hacia el 30 de mayo de 2007, la ballena y su cría aparentemente pasaron desapercibidas bajo el puente Golden Gate hacia el océano Pacífico, probablemente durante la noche.

## Economía y control

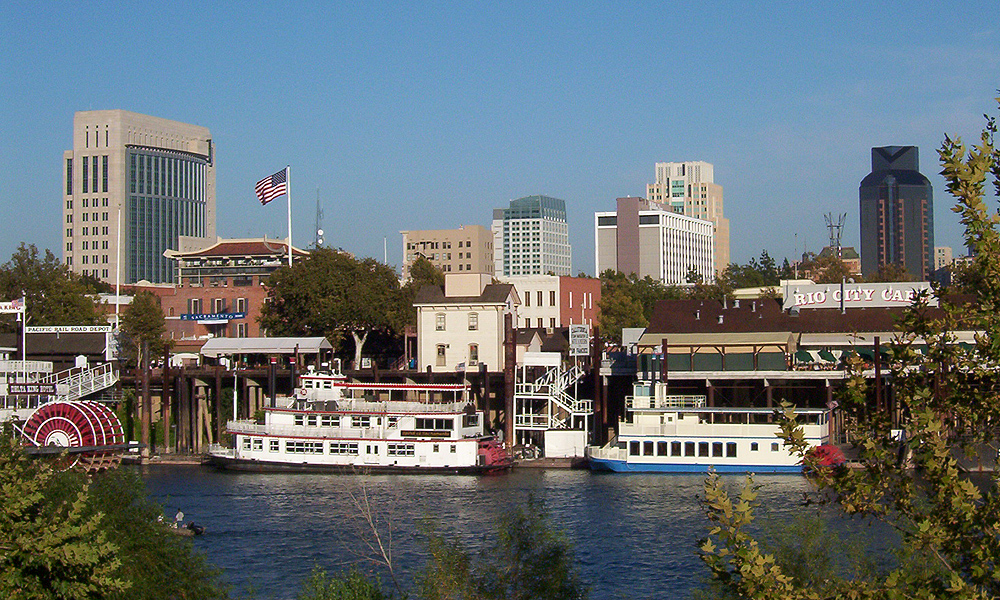
Ribera del río Sacramento.

Los canales artificiales hacen el río navegable 290 km río arriba de la bahía de San Francisco; los barcos de alta mar viajan tan al interior como la ciudad de Sacramento.
La "Agencia de Medidas de Control de Inundaciones del Área de Sacramento" (Sacramento Area Flood Control Agency, SAFCA) es una agencia de poderes conjuntos encargada del mantenimiento del río de Sacramento dentro de sus márgenes y diques. El gobernador de California Schwarzenegger declaró el estado de emergencia en febrero de 2006 en una tentativa de reparar los diques, cuyo deterioro podría afectar la calidad del agua potable de dos terceras partes de los residentes de California.